# Charles H. Russell

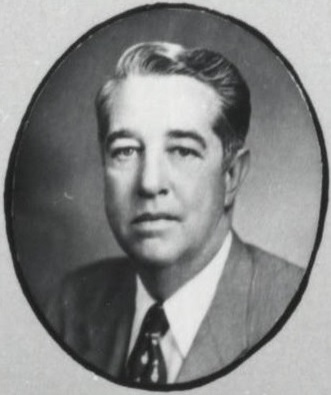
Charles H. Russell

Charles Hinton Russell (* 27. Dezember 1903 in Lovelock, Nevada; † 13. September 1989 in Carson City, Nevada) war ein US-amerikanischer Politiker und von 1951 bis 1959 Gouverneur des Bundesstaates Nevada. Zwischen 1947 und 1949 vertrat er seinen Staat als Abgeordneter im Kongress.
Nach dem Besuch der Elko High School studierte Russell an der University of Nevada in Reno, wo er 1926 seinen Abschluss machte. Anschließend war er zunächst als Lehrer, später in der Verwaltung eines Bergbauunternehmens in Ruth tätig. Seit 1929 war er Herausgeber einer Zeitung.
Von 1935 bis 1940 war Russell Abgeordneter in der Nevada Assembly; zwischen 1941 und 1946 saß er im Staatssenat. Anschließend wurde er als Republikaner in das Repräsentantenhaus des 80. US-Kongresses gewählt. Bei der Wiederwahl 1948 scheiterte er, weshalb er zum 3. Januar 1949 aus dem Repräsentantenhaus ausschied. 1950 wurde er zum Gouverneur von Nevada gewählt. Er trat das Amt am 1. Januar 1951 an und hatte es zwei Wahlperioden lang bis zum 5. Januar 1959 inne. Eine Wahl für eine dritte Amtszeit scheiterte.
Vom 15. Dezember 1959 bis zum 1. Juli 1963 war Russell Leiter eines Projekts zur internationalen Zusammenarbeit mit Paraguay und von August 1963 bis zum 1. Januar 1968 war er Assistent des Präsidenten der University of Nevada in Reno. Charles Russell starb am 13. September 1989. Mit seiner Frau Marjorie Ann Guild hatte er fünf Kinder.